# Any fiscal
Un any fiscal o any financer és un període de 12 mesos utilitzat per calcular informes financers anuals en negocis i altres organitzacions. En la majoria de jurisdiccions hi ha lleis que regulen la comptabilitat i requereixen aquests informes una vegada cada dotze mesos.
Aquest període a Espanya i els països llatinoamericans normalment comença l'1 de gener i acaba el 31 de desembre del mateix any. Hi ha empreses que tenen certes característiques i formes d'administració i el seu any fiscal dins de l'empresa comença l'1 de juliol i acaba el 30 de juny del següent any.
L'any fiscal serveix per determinar la meritació de moltes obligacions, tant comptables com tributàries.
A Mèxic, l'article 11 del Codi Fiscal de la Federació estableix que les contribucions es calculessin per exercicis fiscals, i que aquests coincidiran amb l'any de calendari. Per això al any fiscal també se'l coneix com a exercici fiscal.